# 2M1207
2M1207, 2M1207A eller 2MASSW J12073346–3932539 är en ensam stjärna i norra delen av stjärnbilden Kentauren. Den har en skenbar magnitud av ca 20 och kräver ett kraftfullt teleskop för att kunna observeras. Baserat på parallax enligt Gaia Data Release 3 på ca 61,6 mas, beräknas den befinna sig på ett avstånd på ca 53 ljusår (ca 16 parsek) från solen. En första fotometrisk uppskattning för avståndet till 2M1207 var 70 parsek. I december 2005 rapporterade den amerikanske astronomen Eric Mamajek ett mer exakt avstånd (53 ± 6 parsek) till 2M1207 med hjälp av den rörliga kluster-metoden. Det nya avståndet ger en svagare ljusstyrka för 2M1207. De senaste trigonometriska parallaxresultaten har bekräftat detta rörliga klusteravstånd, vilket leder till en avståndsuppskattning på 53 ± 1 parsek eller 172 ± 3 ljusår. Med en ganska tidig (för en brun dvärg) spektraltyp M8, är den mycket ung och ingår förmodligen i TW Hydrae-associationen. 

## Egenskaper

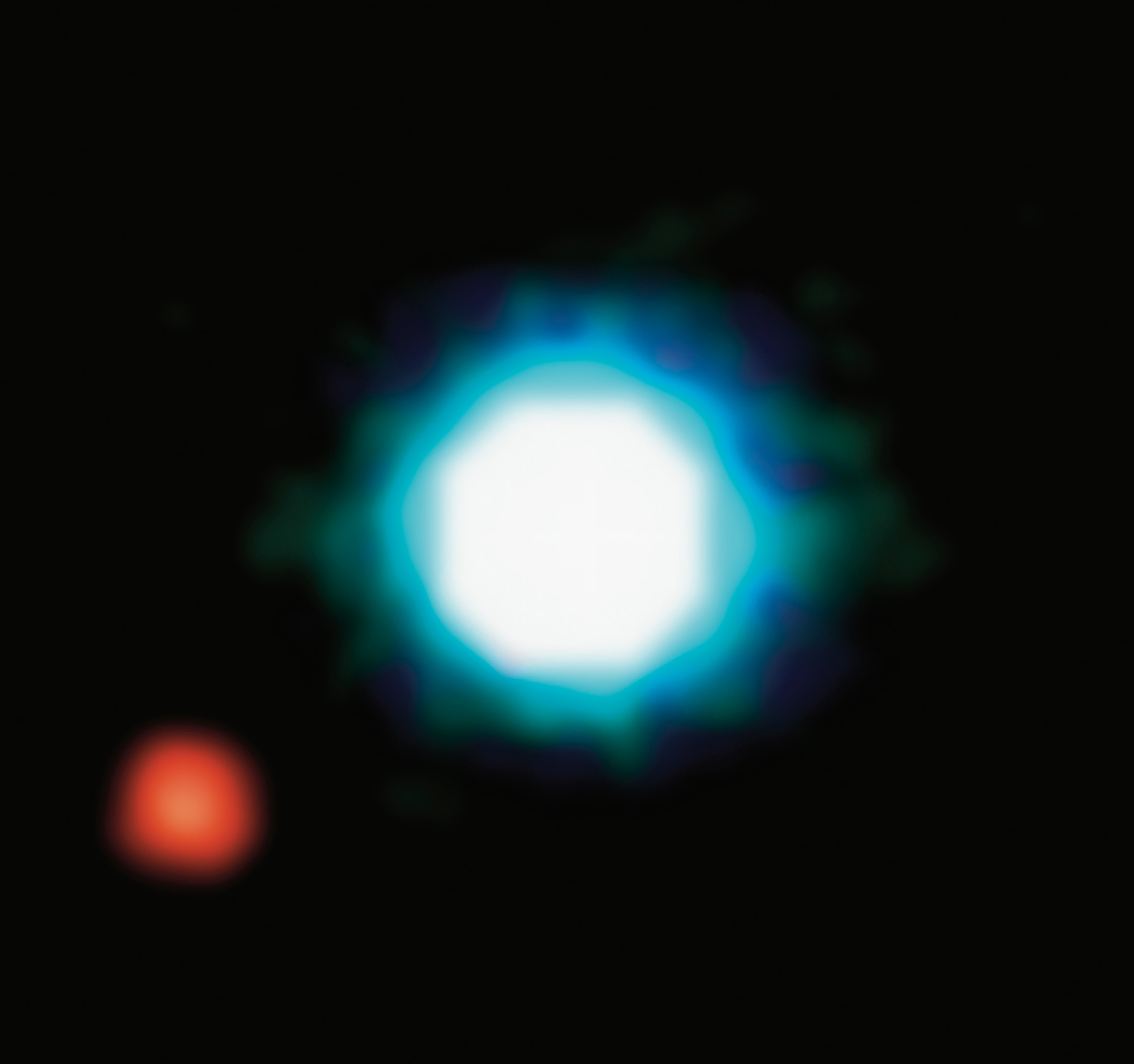
Europeiska sydobservatoriets infraröda bild av 2M1207 (blåaktig) och följeslagare 2M1207b (rödaktig), tagen 2004.

2M1207 är en röd till brun dvärgstjärna av spektralklass M8p. Den har en massa som är ca 0,025 solmassa (ca 25 jupitermassor), en radie som är ca 0,25 solradie och har ca 0,002 gånger solens utstrålning av energi från dess fotosfär vid en effektiv temperatur av ca 2 600 K.
Följeslagaren, 2M1207b, beräknas ha en massa på 3–10 Jupitermassor. Fortfarande glödhet kommer den att krympa till en storlek som är något mindre än Jupiter när den svalnar under de närmaste miljarder åren. 2M1207b kan vara den första exoplaneten som avbildats direkt, och är den första upptäckta som kretsar kring en brun dvärg.

## Planetsystem
Liksom klassiska T Tauri-stjärnor är många bruna dvärgar omgivna av skivor av gas och stoft som samlas på den bruna dvärgen. 2M1207 misstänktes först ha en sådan skiva på grund av dess breda Hα linje. Detta bekräftades senare genom ultraviolett spektroskopi. Förekomsten av en stoftskiva har också bekräftats av infraröda observationer. I allmänhet är ackretion från skivor kända för att producera snabbrörliga strålar av utstött material, vinkelrätt mot skivan. Detta har också observerats för 2M1207. En artikel från april 2007 i The Astrophysical Journal rapporterar att denna bruna dvärg avger strålar av material från dess poler. Jetstrålarna, som sträcker sig cirka 109 kilometer ut i rymden, upptäcktes av Very Large Telescope (VLT) vid European Southern Observatory. Material i jetstrålarna strömmar ut i rymden med en hastighet av några kilometer per sekund.
| Planet | Massa     | Observerad separation (AE) | Siderisk omloppstid (d) | Excentricitet | Inklination | Radie |
| ------ | --------- | -------------------------- | ----------------------- | ------------- | ----------- | ----- |
| b      | 3 - 10 MJ | 40,6 ± 1,3                 | -                       | -             | -           | -     |